# مسرحية أليوا
أليوا! (بالإنجليزية: !Aliwa) هي مسرحية للكاتب المسرحي الأسترالي الأصلي دالاس وينمار. ونُشرت بواسطة مطبعة العملة عام 2002.

## الحبكة
مأخوذة من قصة حقيقية لأم تحاول الحفاظ على بناتها الثلاث ومنع المسؤولين من أخذهن بعيداً بعد وفاة زوجها. قُدمت فيما بعد بواسطة الشركة ب، وأخرجها نيل أرمفيلد، ببطولة نينجالي لوفورد وكايلي بيلنج وديبورا ميلمام وقُدمت بواسطة واحد من الأخوات المسرحية، عمتي دوت كولارد.

## الإنتاج الأول
!أليوا أُنتجت لأول مرة بواسطة مسرح ييرا ياكين نونجار ‏ في مسرح سوبياكو، بيرث، في 26 يوليو 2000، مع الممثلين التاليين:
- أمي / أليس، دوت، ريسيرف بوي: راشيل مازا.
- جوديث، معلمة المدرسة: إيرما وودز.
- إثيل، مسؤولة رعاية السكان الأصليين: كايلي فارمر.
- المخرجة، لينيت ناركل.
- المصمم، تيش أولدهام.
- الصوت والموسيقى الأصلية، ديفيد ميلروي.
- مصمم الإضاءة مارك هاويت.

## الجوائز
!أليوا فازت بجائزة Kate Challis RAKA لعام 2002 رُشحت في القائمة المختصرة لجوائز كتاب رئيس وزراء أستراليا الغربية لعام 2002 وجوائز رئيس الوزراء الفيكتوري الأدبية لعام 2003 - جائزة لويس إيسون للدراما.